# Drosera spilos

Verbreitung von Drosera spilos in Australien

Drosera spilos ist eine fleischfressende Pflanze aus der Gattung Sonnentau (Drosera). Sie gehört zur Gruppe der sogenannten Zwergsonnentaue und ist im südwestlichen Australien heimisch.

## Beschreibung
Drosera spilos ist eine mehrjährige, krautige Pflanze. Diese bildet eine kompakte, rosettenförmige Knospe aus Blättern mit einem Durchmesser von etwa 1,5 cm. Die Sprossachse ist 3 mm lang und nur mit wenigen oder keinen welken Blättern der Vorsaison bedeckt.
Die Knospe der Nebenblätter ist konisch, borstig, 5 mm lang und 3 mm im Durchmesser an der Basis. Die Nebenblätter selbst sind 4,5 mm lang, 1,3 mm breit, 0,8 mm breit an der Basis und dreilappig. Der mittlere Lappen ist in 2 Segmente geteilt und die Ränder unregelmäßig gesägt. Jedes Segment ist an der Spitze doppelt gefranst. Die äußeren Ränder des seitlichen Lappen sind ebenfalls unregelmäßig gesägt, die Spitzen einfach gefranst. An der Spitze des inneren Randes befindet sich ein charakteristisches, unregelmäßig gesägtes Segment, das 1,5 mm länger als der zentrale Lappen.
Die Blattspreiten sind breit elliptisch, 2 mm lang und 1,5 mm breit. Die längeren Tentakeldrüsen befinden sich am Rand, kürzere in Inneren. Auf der Unterseite sind einige Drüsen zu finden. Die Blattstiele sind 5,5 mm lang, am Ansatz 0,5 mm lang, erweitern sich auf 0,6 mm in der Mitte und verjüngen sich auf 0,5 mm an der Blattspreite. Teilweise sind sie lanzettlich mit einigen Drüsen auf der Unterseite, ansonsten unbehaart.
Blütezeit ist Oktober bis November. Die ein bis zwei Blütenstände sind 7 cm lang und im unteren Teil spärlich mit Drüsen besetzt. In Richtung Spitze werden die Drüsen dichter. Der Blütenstand ist ein Wickel aus bis zu 15 Blüten an rund 2 mm langen Blütenstielen. Die eng verkehrt eiförmigen Kelchblätter sind 2 mm lang und 1,2 mm breit. Die Ränder sind ganzrandig, die Spitzen unregelmäßig gekerbt. Die gesamte Oberfläche ist mit einigen weißen, zylindrischen, rotköpfigen Drüsen besetzt. Die Kronblätter sind weiß oder rosa, oft dunkelrosa an den Rändern und an der Spitze, mit einem auffälligen dunkelrosa gefärbtem Fleck an der Basis. Sie sind verkehrt eiförmig, inklusive des keilförmigen Fingers an der Basis 7 mm lang und 4,5 mm breit. Die Ränder und die Spitzen sind ganzrandig.
Die fünf Staubblätter sind 1,8 mm lang. Die Staubfäden, die Staubbeutel und die Pollen sind weiß. Der blassgrüne Fruchtknoten ist kreiselförmig, 0,6 mm lang und 1 mm im Durchmesser. Die 3 grünlich-weißen, horizontalen Griffel sind an der Oberseite 0,5 mm lang und 1 mm lang an der Unterseite der Narbe. Das Griffel-Narben Segment ist abgeflacht rund, 3 mm lang, schmal an der Basis, erweitert in der Mitte und spitz zulaufend. Die Narben sind weiß.
Typisch für Zwergsonnentaue ist die Bildung von Brutschuppen: Die breit eiförmigen, 0,9 mm dicken Brutschuppen werden gegen Ende November bis Anfang Dezember in großer Zahl gebildet und haben eine Länge von ca. 1 mm und eine Breite von 0,9 mm.

## Verbreitung, Habitat und Status
Drosera spilos kommt nur auf einer kleinen Fläche im äußersten Südwesten Australiens vor. Die Pflanze gedeiht dort auf Lehmböden, die mit Lateritkies bedeckt sind.
Bekannte Populationen befinden sich bei Muchea, Cataby und Eneabba.

## Systematik
Der Name „spilos“ kommt aus dem Griechischen und bezieht sich auf die Flecken an den Kronblättern („spilos“ = Fleck).
Drosera spilos wurde früher wie alle Drosera mit abgeflacht runden Griffel-Narben Sektionen zu Drosera leucoblasta gruppiert.
Diese Art kann durch die komplett weißen Staubblätter, die konische, bortige Knospe der Nebenblätter und der hängenden Frucht unterschieden werden.